# Biblioteca Popular del Vendrell
La Biblioteca Popular del Vendrell és una obra del municipi del Vendrell protegida com a bé cultural d'interès local.

## Descripció
La biblioteca popular del Vendrell és un edifici aïllat i rodejat per una barana de pedra. Els seus murs són dividits en cossos per uns pilastres adossats amb medallons a la part alta, els quals contenen les finestres. A la part superior hi ha una cornisa rematada per una barana amb pinacles en forma de bola. Té dues portes d'accés, una que dona a la carretera general i que no s'utilitza i l'altra que condueix a la Rambla. Les dues tenen una escalinata, dues grans bases que sostenen unes columnes de capitells jònics, un fris i un frontó.

## Història
Les biblioteques populars sorgiren del gran moviment de normalització cultural i polític representat pel noucentisme i per la Mancomunitat de Catalunya. L'any 1915 i basant-se en un projecte redactat per Eugeni d'Ors, la Mancomunitat, en el procés de recuperació cultural de Catalunya, creà el servei de Biblioteques Populars sota la direcció de Jordi Rubió i Balaguer. L'any següent, el 1916, l'ajuntament del Vendrell acordà al concurs obert per la Mancomunitat per tal de sol·licitar una biblioteca popular per a la vila. El 7 de desembre del mateix any s'adjudicà la biblioteca demanada al Vendrell. El terreny fou cedit per Odon Nin i l'arquitecte fou el Ramon Puig i Gairalt i el contractista de Valls Salvador Serra. La biblioteca s'inaugurà el 17 d'octubre del 1920 i a l'acte hi assistí el President de la Mancomunitat Josep Puig i Cadafalch. El 1925 quedà reintegrada a la Diputació de Tarragona. El 1978 es produí una ampliació de l'edifici que consistí en la construcció d'una planta intermèdia.